# Людина, яка закрила місто
«Людина, яка закрила місто» (рос. «Человек, который закрыл город») — радянський художній фільм режисера Олександра Гордона, знятий на кіностудії «Мосфільм» у 1982 році. Прем'єра фільму відбулася 21 березня 1983 року.

## Сюжет
В результаті здачі з недоробками нової будівлі курортного пансіонату сталася пожежа, під час якої загинули люди. Розслідування причин трагедії доручається слідчому прокуратури О. Рогову. Йому вдається встановити, що пожежа сталася через п'янку радистів на робочому місці і халатність директора пансіонату Н. Лазаревої, в яку він закоханий. Перед принциповим слідчим стоїть важкий моральний вибір: провести об'єктивне розслідування і покарати винних, адже жінка, яку він кохає, опиняється в числі винуватців трагедії…

## У ролях
- Родіон Нахапетов —  Олексій Іванович Рогов, слідчий прокуратури
- Наталія Андрейченко —  Ніна Олександрівна Лазарева, директор пансіонату, коханка Рогова
- Леонід Неведомський —  Єгор Якович Яковлєв, секретар міськкому
- Віталій Соломін —  Крот, начальник експертного відділу, відрядний з Москви
- Галина Яцкіна —  Маргарита Павлівна Чекурова, старший слідчий
- Борис Іванов —  Вадим Миколайович, прокурор міста
- Віктор Сергачов —  Піменов, голова міськвиконкому
- Віктор Філіппов —  Михайло Петрович, керівник будівництва
- Станіслав Міхін —  Сєдих
- Геннадій Юхтін —  майор, батько Куркіної
- Ерванд Арзуманян —  Кіладзе, майор, начальник протипожежної служби міста
- Геннадій Барков —  епізод
- Майя Булгакова —  завідувачка відділу кадрів готелю
- Валентин Брилєєв —  начальник пожежної охорони
- Олег Ізмайлов —  Нефьодов, радист
- Вероніка Ізотова —  знайома дівчина радистів
- Юрій Мартинов —  епізод
- Григорій Маліков —  епізод
- Алла Панова —  Яковлєва
- Володимир Піцек —  епізод
- Михайло Розанов —  Геннадій Наумов
- Галина Самохіна —  секретарка
- Катерина Тарковська —  епізод
- Віра Бурлакова —  епізод (немає в титрах)

## Знімальна група
- Автори сценарію:  Олександр Борін і  Валентин Черних
- Режисер-постановник:  Олександр Гордон
- Оператор-постановник:  Всеволод Симаков
- Художник-постановник: І. Лукашевич
- Звукооператор: Т. Баталова
- Монтаж: Б. Андрєєва
- Композитор:  Микола Сидельников
- Державний симфонічний оркестр кінематографії
- Диригент: Сергій Скрипка
- Директор картини: Б. Гостинський